# Iglesia Parroquial Santiago el Mayor (Belalcázar)

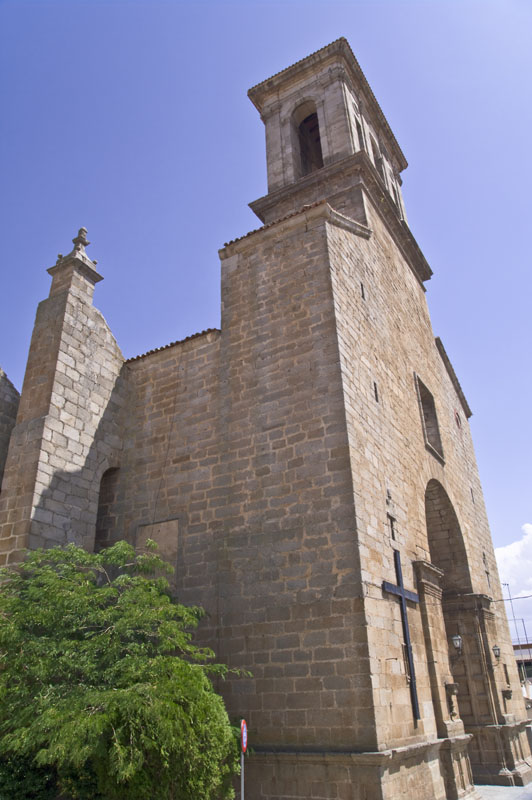
Iglesia de Belálcazar

Die Pfarrkirche Iglesia Parroquial Santiago el Mayor (deutsch Pfarrkirche St. Jakobus der Ältere) wurde 1272 in Belalcázar gegründet. Es scheint, dass zunächst eine viel kleinere Kirche geplant war, später wurde diese durch eine größere Kirche ersetzt. Die entsprechenden Arbeiten werden einem Hernán Ruiz II zugeschrieben, auch wenn durch die lange Bauzeit noch andere Baumeister an dem Werk beteiligt gewesen sein dürften. In der Tat ist der Name von Juan de Ochoa für einige spätere Konstruktionen nachgewiesen.

## Geschichte
Der Bau begann 1559 und war dreißig Jahre später erst zur Hälfte vollendet. Der Bauabschluss konnte erst im 17. Jahrhundert erfolgen. Daher stammen Fassade, Turm und Dach erst aus dieser Zeit. Angesichts dieser Chronologie ist auch verständlich, warum der mittelalterliche Stil, der bis ins 16. Jahrhundert verbreitet war, in der Kirche nur wenig ins Auge fällt. Beim Bau wurden Vorgaben des Konzils von Trient umgesetzt, die größere räumliche Einheit und damit bessere Sicht und besseres Hören verlangten. Daher wurde die Kirche mit einem großen Mittelschiff und Seitenkapellen zwischen den Strebepfeilern angelegt.

## Architektur

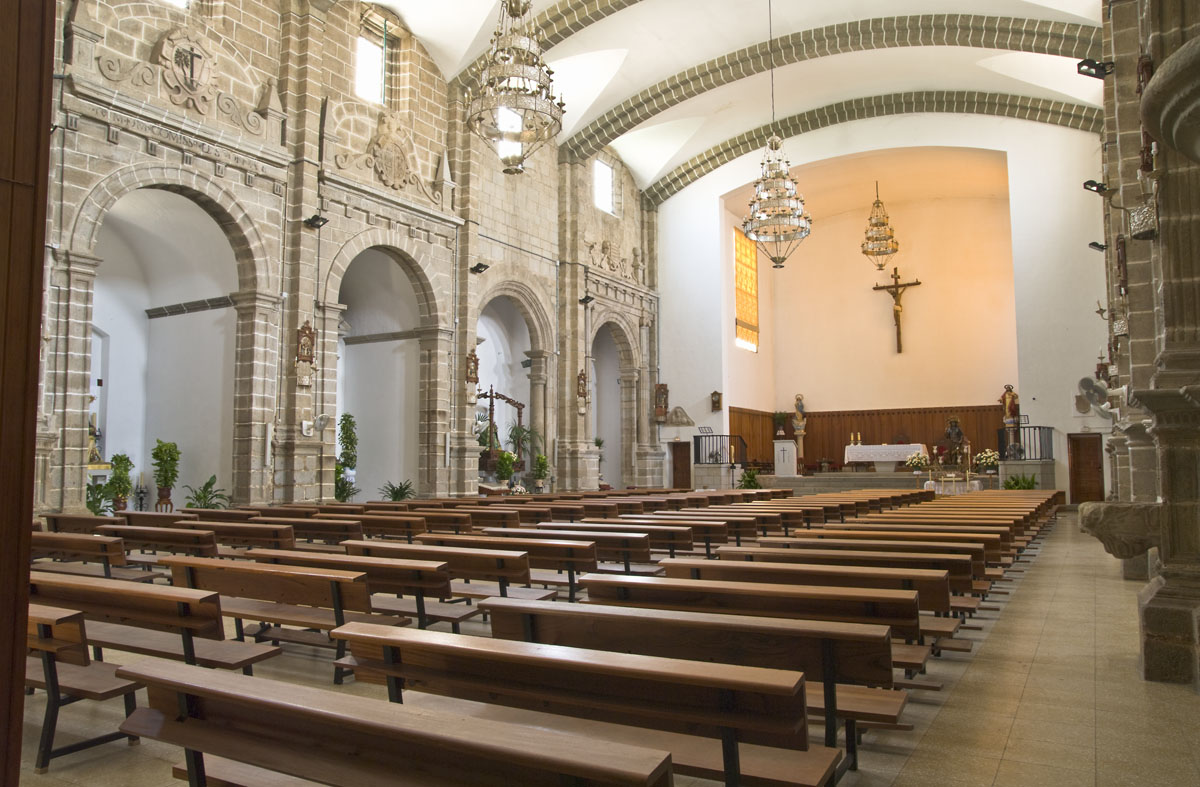
Innenansicht der Iglesia de Belálcazar

Im Inneren ist viel vom ursprünglichen Mauerwerk verdeckt. Man sieht nur noch das einfache Deckengewölbe und eine halbkreisförmige Exedra. Dafür fallen die schönen Portale aus dem 16. Jahrhundert ins Auge, die am Eingang der Seitenkapellen erhalten sind.
Das Äußere erscheint sehr spektakulär mit einer breiten seitlichen Galerie, die durch eine Reihe von Stützpfeilern unterbrochen ist, wie eine katalanische gotische Kirche.
Am Mauerfuß läuft die schlichte Fassade in einen anmutigen Körper in klassizistischer Glockenform aus. Diese Struktur ist als „Serlianaschema“ bekannt. Verbindungen zur Bauweise des Glockenturms der Kathedrale von Córdoba und zur Bauweise der Kirche San Juan Bautista (Hinojosa del Duque) sind offensichtlich und man hält Juan de Ochoa für den Urheber derselben. Der Turm ist unvollendet, er hat wohl nur die Hälfte seiner geplanten Höhe erreicht.
Unter dem Turm öffnet sich eine tiefe Nische, die das Portal überragt. Zwei ionische Säulen stützen den Giebel, der mit kleinen Voluten geschmückt ist. Durch diese Bauweise ist die Kirche ein wichtiges Zeugnis cordobeser Architektur des 17. und 18. Jahrhunderts.

## Bedeutung
Zu den Privilegien der Kirche zählen Ablässe, die Pius IV. am 15. Mai 1564 auf Antrag des Fray Miguel de Medina aus Belalcázar genehmigt hat. An Mariä Himmelfahrt und am Widmungsfest von San Miguel werden sie den Besuchern gewährt.
Zur Jurisdiktion der Gemeinde gehören auch zwei Franziskaner-Klöster aus dem 15. Jahrhundert, die beide von den Grafen von Belalcázar gegründet wurden.